# Ježník
Ježník (německy Mösnig) je osada, místní část města Krnova. Rozkládá se západně od města Krnova v části obce Pod Bezručovým vrchem a v katastrálním území Krnov-Horní Předměstí. V osadě se nachází bývalý Domov důchodců Devětsil a bývalé sanatorium Odborný léčebný ústav tuberkulózních a respiračních nemocí Krnov - Ježník (OLÚ TRN), vybudovaný v období mezi světovými válkami jako hotel Waldschloss.

## Název
Název vesnice zněl původně Ježeník, bylo odvozeno od přídavného jména ježený a to od slovesa ježiti - "vzpínat se". Jméno tedy označovalo osadu, která se vypínala nad okolní osídlení. První doložená zmínka je z roku 1335 v německé podobě Mesenik, jehož počáteční M- pocházelo od předložky im ze spojení im (J)esenik - "v Ježeníku". Od opětovného osazení koncem 17. století se německé jméno zapisovalo jako Mösnig. České jméno bylo obnoveno ve 2. polovině 19. století jako Ježník.

## Historie
Vesnice zanikla za Třicetileté války, obnovena byla koncem 17. století. Do roku 1902 byl osadou obce Kostelec v okrese Krnov. Od roku 1903 byl osadou obce Krnov a od roku 1961 byl část obce Ježník ve městě Krnově. Od 1. ledna 1979 je součástí části obce Pod Bezručovým vrchem.

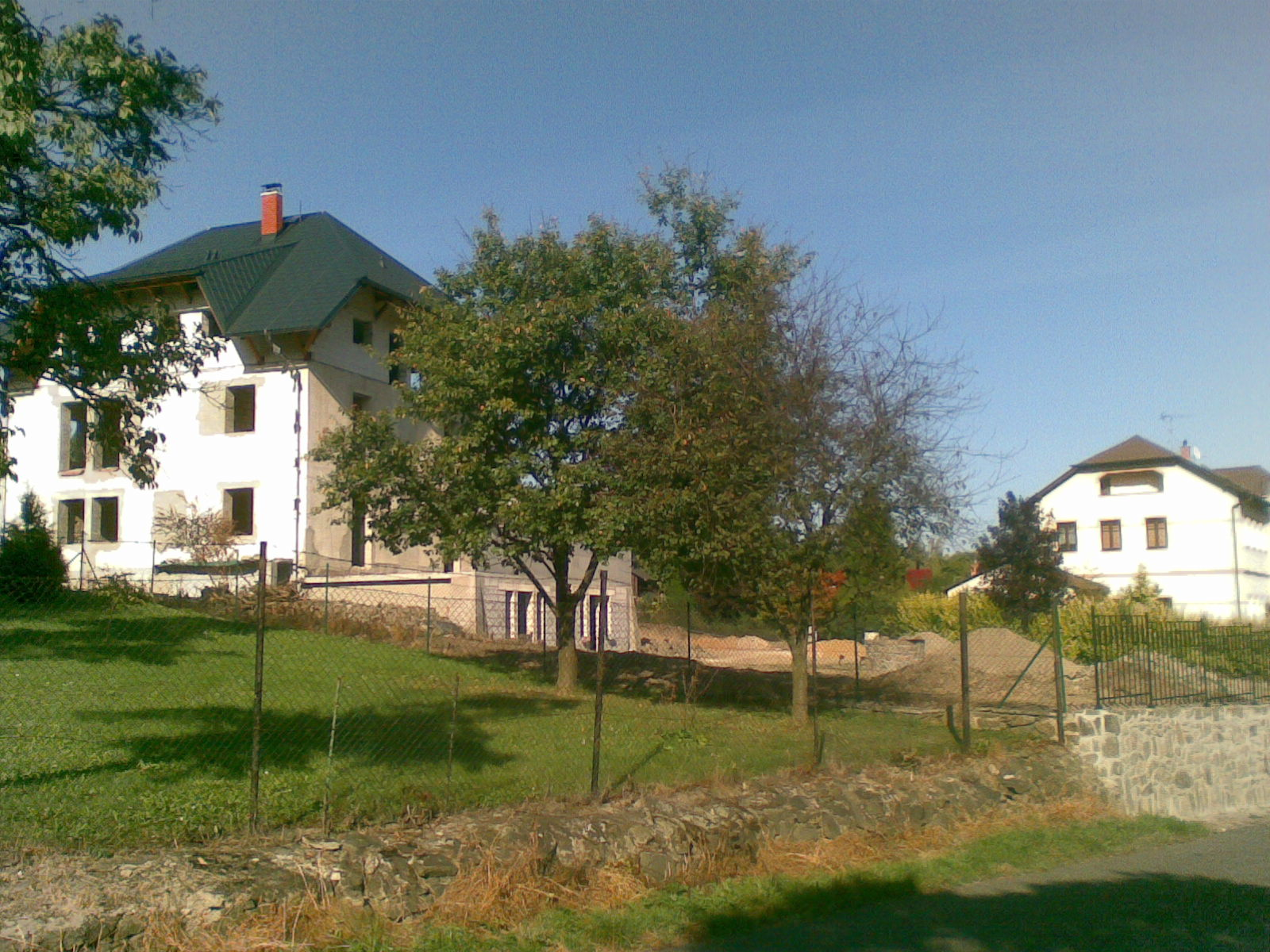
Bývalá mateřská škola (Vila Chlupacek, dnes pension Ježník) a bývalá škola

17. června 1894 byla nad Ježníkem na vrchu Melzerberg (dnes Vyhlídka) otevřena dřevěná rozhledna, kterou vybudovala místní pobočka Moravskoslezského sudetského horského spolku pod vedením inspektora drah Johanna Halusky. Stavbu rozhledny financoval také kníže Lichenstein. Původní rozhledna byla koncem dvacátých let stržena. Na stejném místě byla postavena prakticky stejná rozhledna znovu v roce 1934, na kterou se po válce zapomnělo; definitivně pak zanikla v 60.-70. letech. Současná rozhledna Vyhlídka, postavená v létě 2001 podle historických materiálů, je tak třetí v pořadí na stejném místě.
Klára Čermáková ve své diplomové práci konstatuje, že Ježník se po připojení ke Krnovu v roce 1903 stal místem vzniku výstavních vil v tzv. švýcarském stylu (str. 41): „…architekti tyto vily opatřovaly vyhlídkovými věžemi, terasami, lodžiemi a balkóny, z nichž se majitelům naskytovaly nejrůznější výhledy. Za signifikantní znak většiny zdejších vil můžeme považovat použití architektonického tvarosloví tzv. švýcarského stylu, který díky hojnému využití dřevěných prvků v podobě hrázdění, dřevěných okenic, přesahů střech s řezbářsky vyvedeným ornamentálním dekorem atp. nejpřirozeněji korespondoval s okolní přírodou.“ První z vil tohoto období bylo letní sídlo továrníka Floriana Schmidta st. z roku 1904 projektovaná brněnským architektem Josefem Nebehostenym a realizovaná stavitelem Eduardem Frankem. V témž roce přistoupil ke stavbě letní vily také továrník Heinrich Kudlich. Další ježnické vily z let 1904-1914 zmíněné a vyobrazené v diplomové práci Kláry Čermákové jsou vila Horny, vila Riedl, vila Kepert, vila Kreis a vila Chlupacek (přestavěná restaurace Gasthaus zum Jägerhorn, dnes pension Ježník).

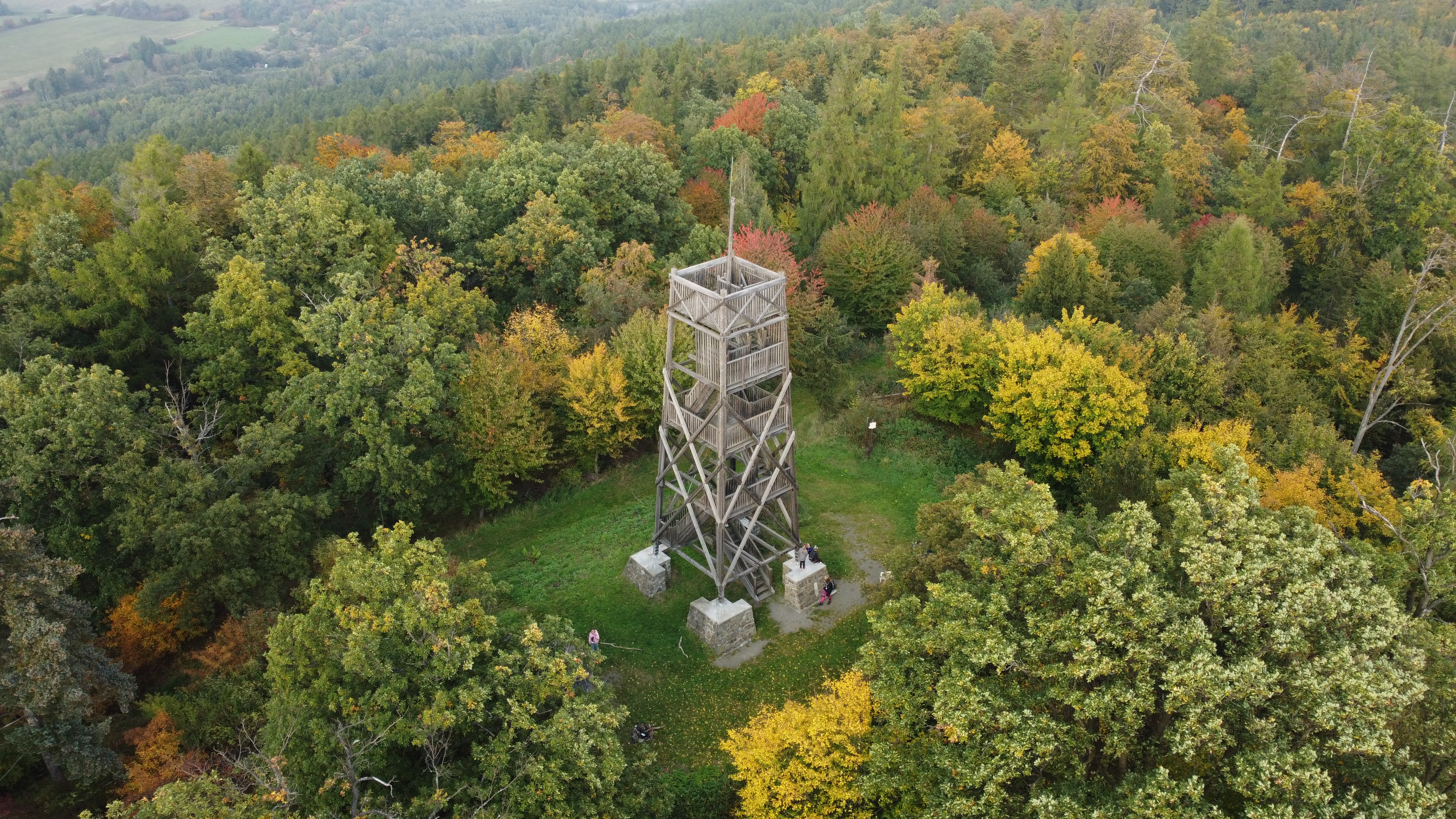
Ježnická rozhledna

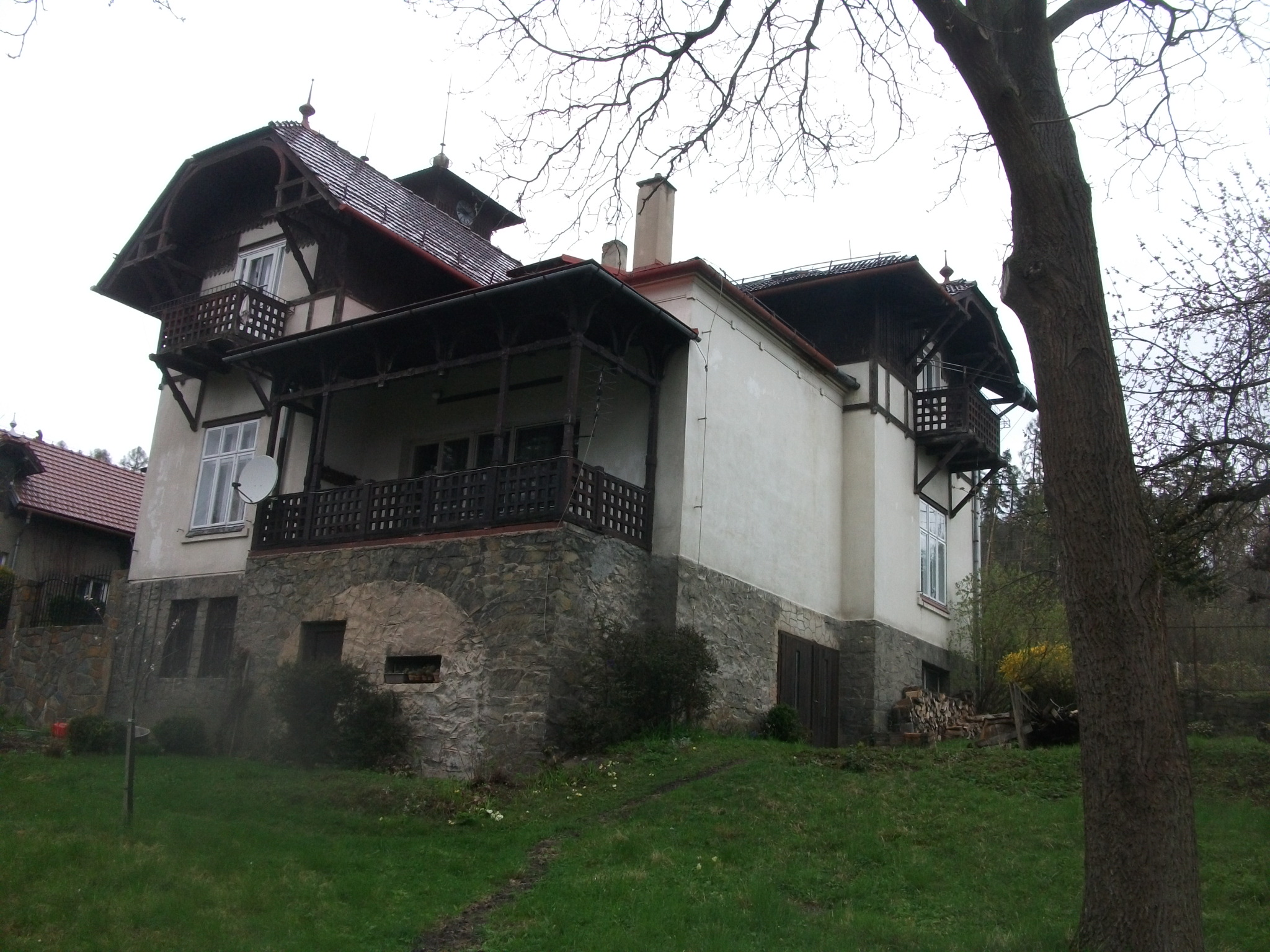
Vila Floriana Schmidta st., postavená v roce 1904. V letech 1986–2013 zde žil krnovský básník, lékař a šachista Dušan Cvek.

Na samém konci Ježníku v místě autobusové točny stojí budova původně hotelu Waldschloss z roku 1932, z níž se později stala léčebna vojáků Wehrmachtu a po válce plicní léčebna. Nemovitost dostalo město Krnov v roce 2010 darem od Moravskoslezského kraje a od roku 2018 je ve vlastnictví Soukromého střediska praktického vyučování Renova.
Další významnou vilou na Ježníku je objekt, který stavěl Leopold Bauer pro Hanne Larisch v letech 1935-36. Jde o přízemní dům obdélníkového půdorysu inspirovaný vernakulární severoamerickou architekturou (dvoutrakt s dřevěnými sendvičovými stěnami).
Dne 18. června 2013 byla dolní část osady postižena ničivým tornádem, které poškodilo střechy několika domů a polámalo velké množství stromů.

## Příroda
Z Ježníku teče Ježnický potok (pravý přítok Opavice) s rybníčky. Na kopci Vyhlídka (německy Melzerberg) je dřevěná rozhledna. Ježníkem vede také naučná stezka s lesním odpočívadlem zvaným Ježečkův palouček.

## Pamětihodnosti
- dřevěná zvonice z přelomu 18. a 19. století, kterou se svolávaly děti do školy[13][14]
- vila Hanne Larisch